# Sciara pubescens
Sciara pubescens är en tvåvingeart som först beskrevs av Franz Lengersdorf 1944.  Sciara pubescens ingår i släktet Sciara och familjen sorgmyggor. Inga underarter finns listade i Catalogue of Life.